# 莱什 (塞纳-马恩省)
莱什（法語：Lesches，法語發音：[lɛʃ] ⓘ）是法国塞纳-马恩省的一个市镇，属于托尔西区。

## 地理
莱什（48°54'28"N, 2°46'47"E）面积4.03 平方千米，位于法国法蘭西島大區塞纳-马恩省，该省份为法国北部内陆省份，北起瓦兹省，西接埃松省、马恩河谷省、塞纳-圣但尼省和瓦兹河谷省，南至卢瓦雷省，东南接约讷省，东临马恩省和奥布省，东北接埃纳省。
与莱什接壤的市镇（或旧市镇、城区）包括：特里尔巴杜、维涅利、沙利费尔、库夫赖、埃斯布利、伊勒莱维勒努瓦、雅布利讷。

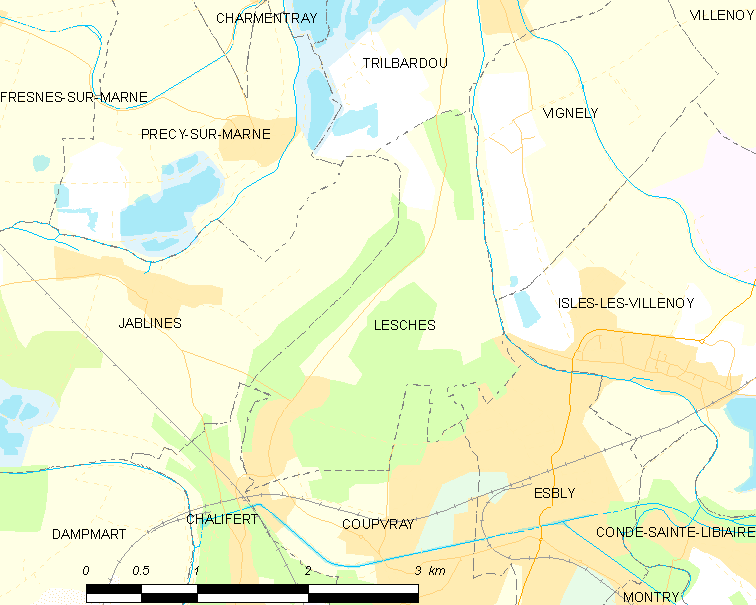
的OSM定位图

莱什的时区为UTC+01:00、UTC+02:00（夏令时）。

## 行政
莱什的邮政编码为77450，INSEE市镇编码为77248。

## 政治
莱什所属的省级选区为马恩河畔拉尼县。

## 人口

1962-2008年间人口变化图示

莱什于2022年1月1日时的人口数量为767人。